# Buckenreuth (Ebermannstadt)
Buckenreuth ist ein Gemeindeteil der Stadt Ebermannstadt im Landkreis Forchheim (Oberfranken, Bayern).

## Geografie

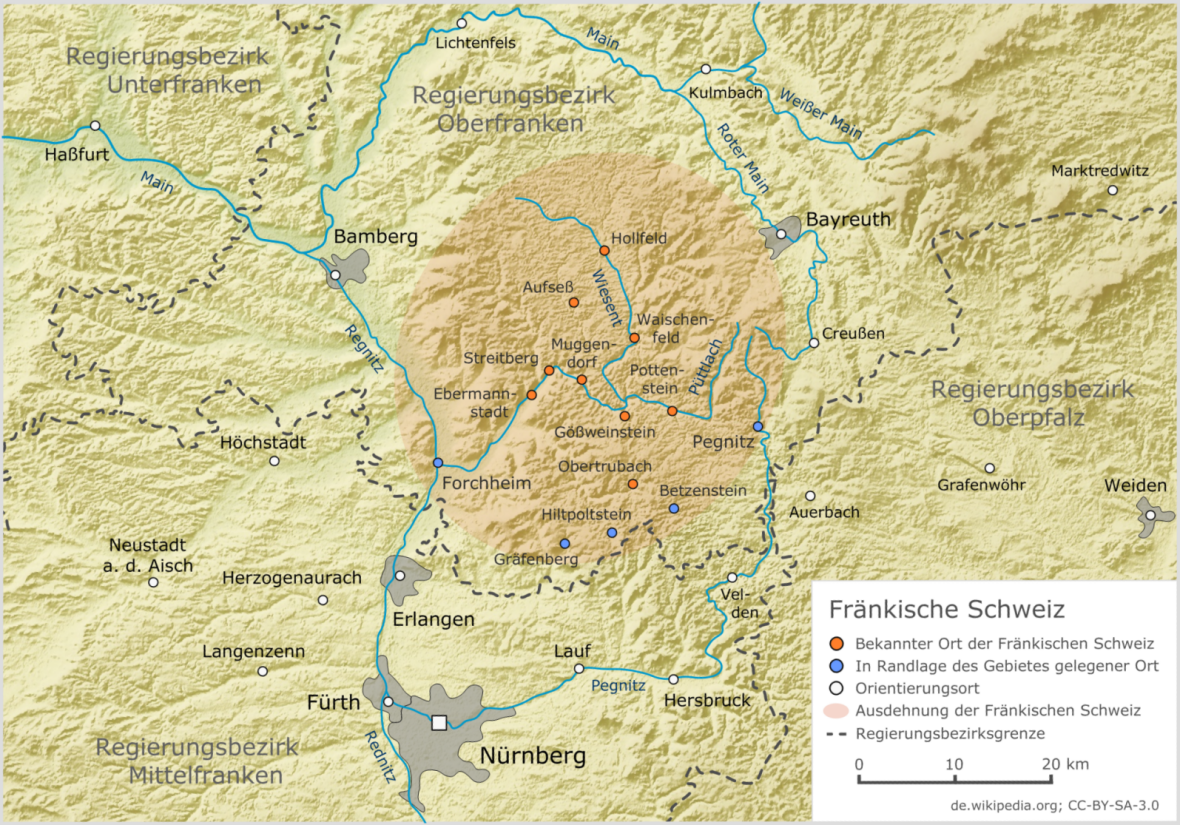
Territoriale Ausdehnung der Fränkischen Schweiz

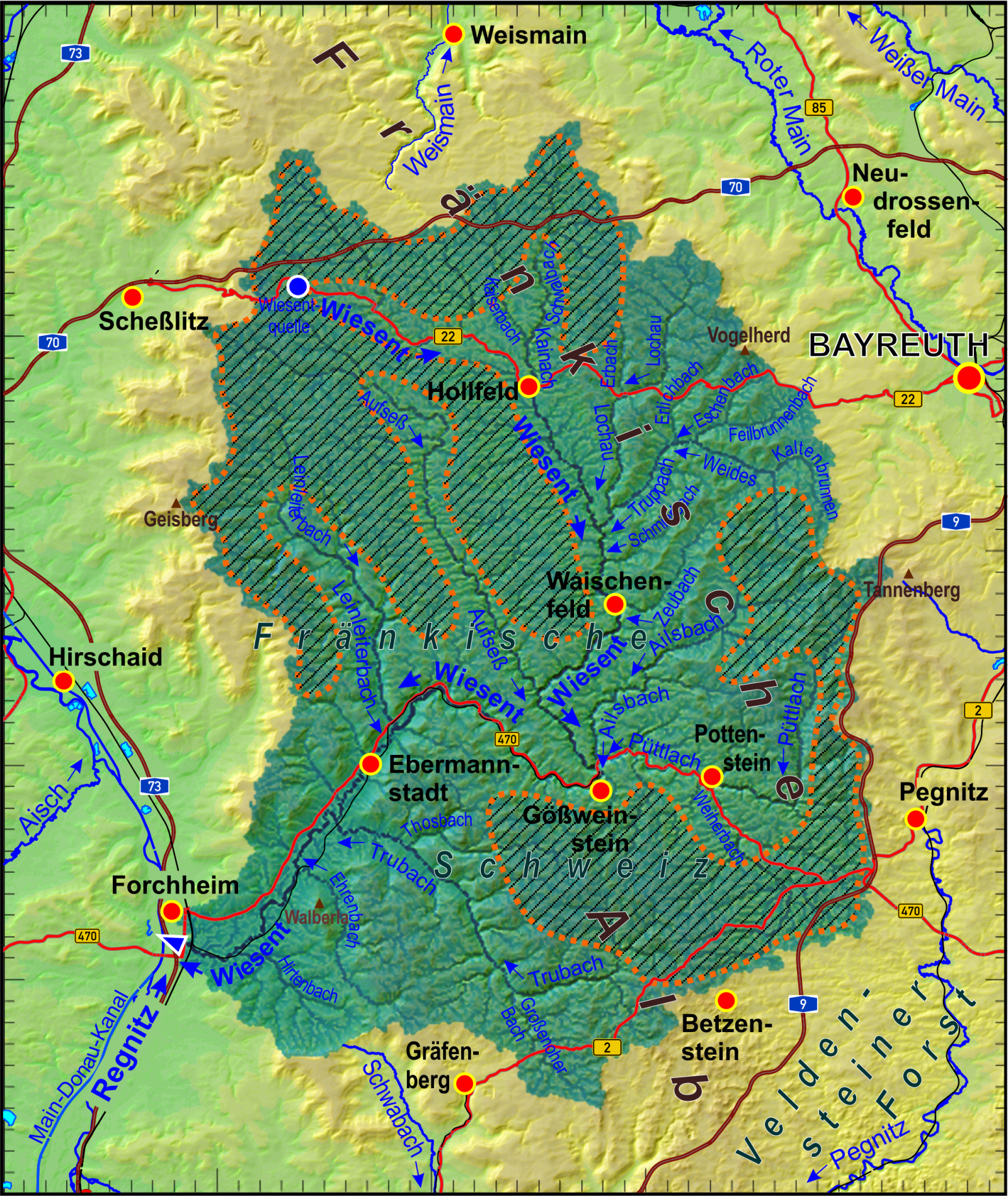
Einzugsgebiet der Wiesent

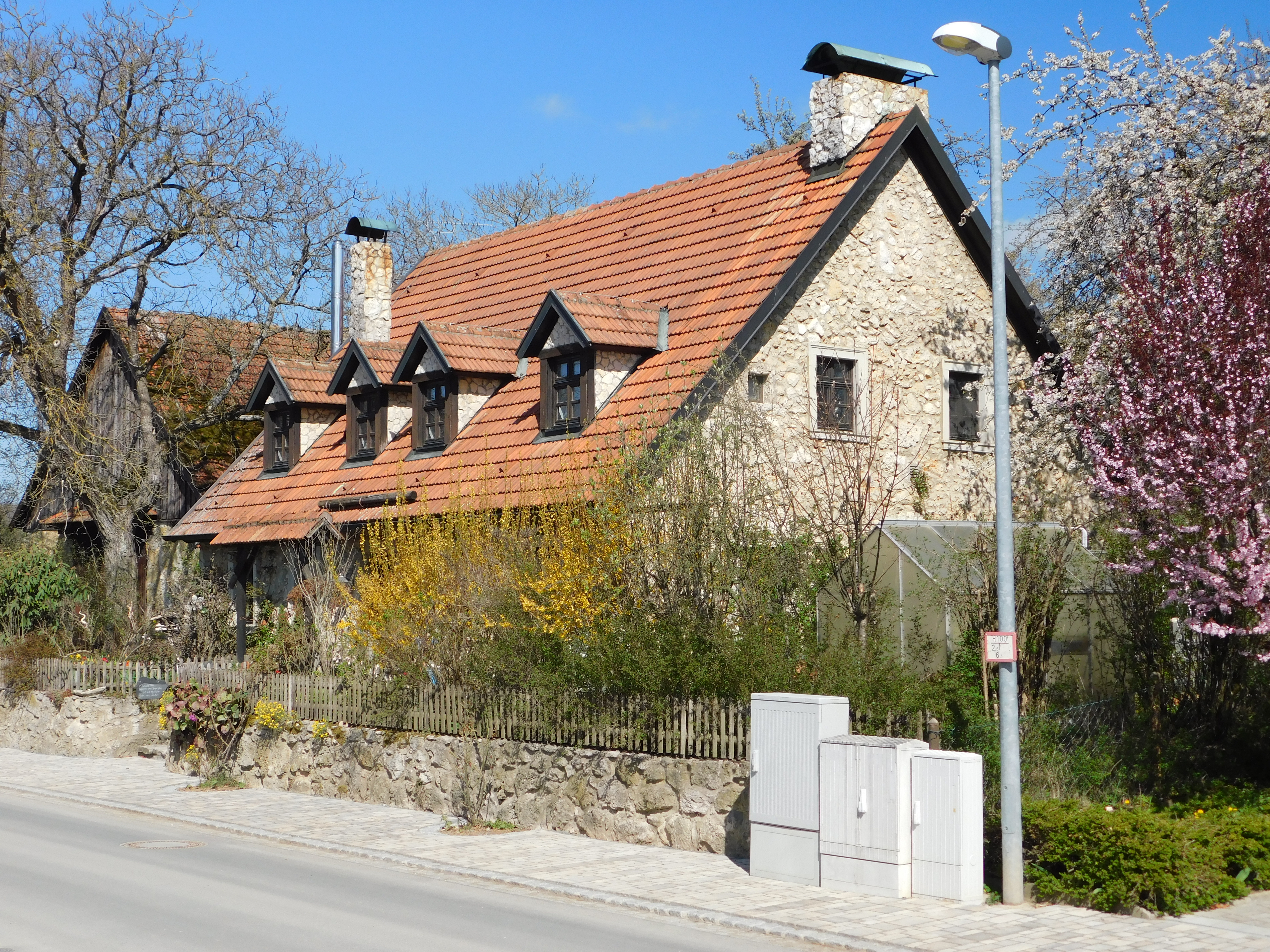
Ein Steinhaus am westlichen Ortsrand des Dorfes

Das Dorf Buckenreuth befindet sich im Norden einer Hochebene, die im Nordwesten und Nordosten vom Wiesenttal sowie im Südwesten vom Trubachtal begrenzt wird. Das Dorf liegt im südwestlichen Teil der Fränkischen Schweiz, etwa vier Kilometer südwestlich der Wiesent und zweieinhalb Kilometer nordöstlich der Trubach. Die Nachbarorte sind Wohlmuthshüll im Norden, Kanndorf im Nordosten, Moggast im Ostnordosten, Thosmühle im Südosten, Urspring im Süden, Wannbach im Südwesten, Pretzfeld im Westen und Ebermannstadt im Nordwesten. Das Dorf ist vom drei Kilometer westlich gelegenen Ebermannstadt aus über die  Staatsstraße 2685 und dann eine durch Wohlmuthshüll führende Ortsverbindungsstraße erreichbar. Nördlich des Ortes erhebt sich der 555 Meter hohe Sponsberg und nordöstlich der 565 Meter hohe Krausenberg sowie unmittelbar südlich davon ein kleiner namenloser Hügel, der bewaldet ist.

## Geschichte
Bis zur Gebietsreform in Bayern war Buckenreuth der kleinere Gemeindeteil der aus zwei Ortschaften bestehenden Gemeinde Wohlmuthshüll im Landkreis Ebermannstadt. Die mit dem bayerischen Gemeindeedikt von 1818 gebildete Gemeinde hatte 1961 auf einer Gemeindefläche von ca. 863 Hektar insgesamt 332 Einwohner, davon 138 in Buckenreuth, das damals 29 Wohngebäude hatte. Als die Gemeinde Wohlmuthshüll zu Beginn der Gebietsreform aufgelöst und nach Ebermannstadt eingemeindet wurde, wurde Buckenreuth am 1. Januar 1972 ein Gemeindeteil dieser Stadt.

## Baudenkmäler

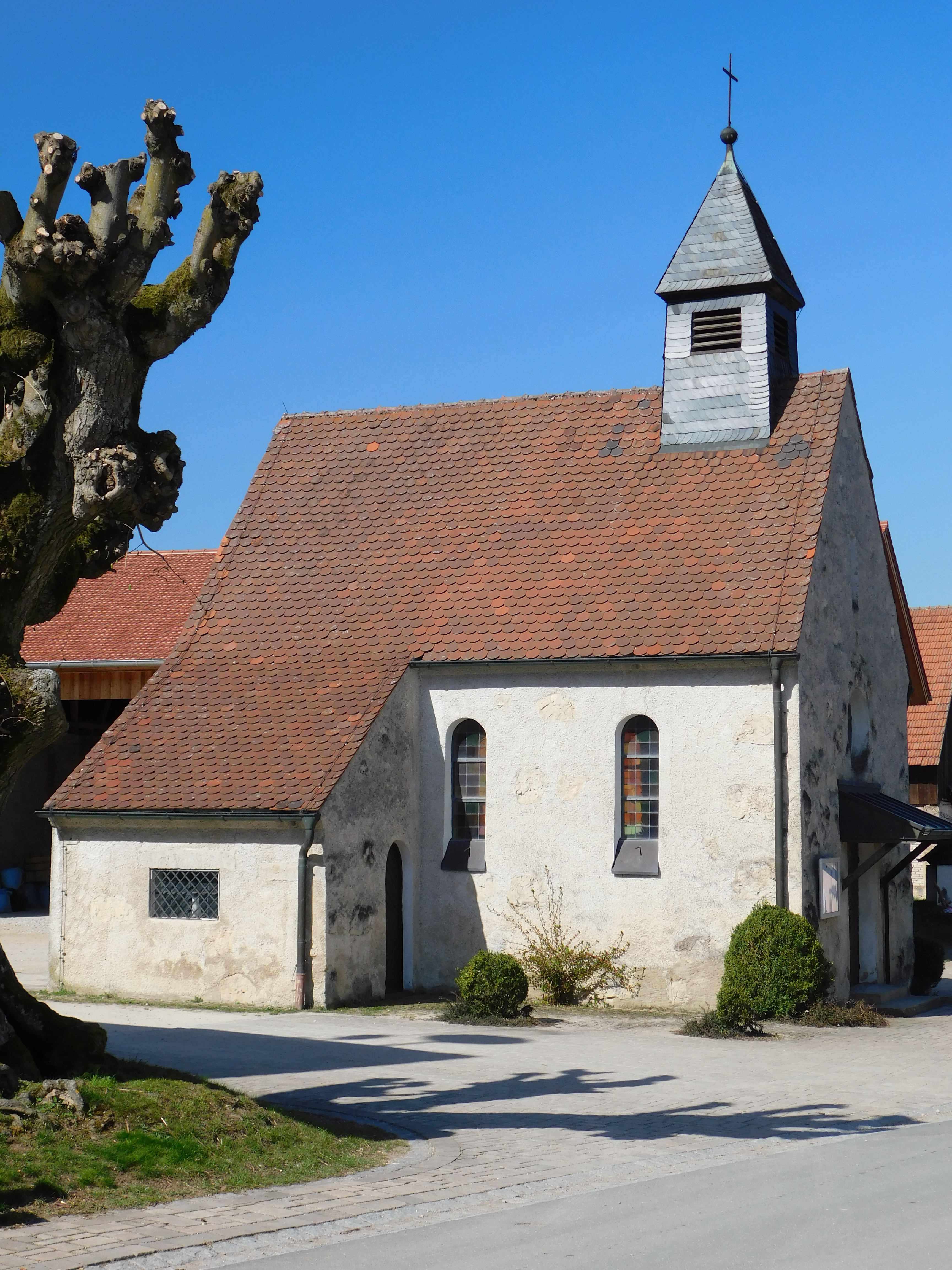
Die Kapelle von Buckenreuth

Einziges Baudenkmal ist die Kapelle St. Heinrich und Kunigunde, ein Satteldachbau mit verschiefertem Glockendachreiter.